# Buck Lake, Ontario
Buck Lake är en sjö i Kanada.   Den ligger i countyt Frontenac County och provinsen Ontario, i den sydöstra delen av landet, 110 km sydväst om huvudstaden Ottawa. Buck Lake ligger 132 meter över havet. Arean är 6,3 kvadratkilometer. Den sträcker sig 6,2 kilometer i nord-sydlig riktning, och 6,2 kilometer i öst-västlig riktning.
Omgivningarna runt Buck Lake är en mosaik av jordbruksmark och naturlig växtlighet. Runt Buck Lake är det glesbefolkat, med 16 invånare per kvadratkilometer.